# Замок Эпштейнов
«Замок Эпштейнов» (фр. Le château d'Eppstein) или «Альбина» (фр. Albine) — готический роман французского писателя Александра Дюма-отца, написанный им совместно с Полем Мерисом и впервые опубликованный в 1843 году. Значительное сюжетное сходство с ним имеет повесть Дюма «Безухий Жако», опубликованная в 1860 году.

## Сюжет
Действие романа начинается в 1789 году в вымышленном замке Эпштейн в Германии, где живут граф Рудольф и двое его сыновей: злобный и амбициозный Максимилиан и мечтательный и хрупкий Конрад. Последнего изгоняют из-за его тайной женитьбы на дочери лесничего, а Максимилиан женится на Альбине фон Швальбах, дочери венского аристократа. В 1793 году, перед угрозой французской оккупации, Максимилиан покидает замок. Альбина становится любовницей капитана французской армии Жака и беременеет от него. Вернувшись, граф отправляет жену в заточение. Она умирает в ночь на Рождество, но капеллану удаётся извлечь ребёнка живым. Это мальчик, который получает имя Эберхард и переходит на попечение ко второй дочери лесничего.
Легенда гласит, что, если графиня Эпштейн умерла в рождественскую ночь, её призрак будет ходить по замку. Максимилиан действительно видит Альбину, убаюкивающую ребёнка, и в ужасе уезжает в Вену. Эберхард, выросший в доме лесничего, влюбляется в свою молочную сестру Розамунду. Максимилиан решает признать его своим сыном и устроить его судьбу, но, узнав о любви Эберхарда к простолюдинке, выходит из себя и пытается его убить. Юноша только ранен. Тем не менее Альбина мстит за сына: она душит графа золотой цепочкой. Отец Эберхарда Жак оказывается Конрадом фон Эпштейном, в своё время поддержавшим Французскую революцию.

## Создание и оценки
Роман был впервые опубликован в 1843 году в газете Revue de Paris под названием «Альбина». В 1844 году вышло отдельное книжное издание. Книга написана в духе немецкого предромантизма (возможно, место действия повлияло на стиль). В качестве автора в обоих случаях был указан только Александр Дюма, но впоследствии исследователи установили, что исходный текст написан Полем Мерисом — соавтором Дюма по романам «Асканио» и «Амори», единственным автором романа «Две Дианы». Сохранилась изначальная рукопись, благодаря чему понятно, какой вклад в создание «Замка Эпштейнов» внёс Дюма. В одних случаях он сокращал текст, чтобы сделать повествование более динамичным, в других делал вставки. В частности, именно он написал вводную главу, действие которой происходит во Флоренции в доме княгини Голицыной, и вложил рассказ об Эпштейнах в уста князя Элима Мещерского.
Литературоведы видят в «Замке Эпштейнов» черты готического романа. Действие происходит в мрачном средневековом замке с подземельями, тайными коридорами, с густым таинственным лесом вокруг, одним из персонажей становится призрак, в центре сюжета — человеческие пороки и преступления. При этом расположен замок, вопреки готической традиции, не в католической, а в протестантской части Европы. Происходящее в романе не связано с географическим и этническим факторами, но при этом авторы исходят из характерных для французов той эпохи представлений о Германии как идилличной стране, родине философов и поэтов.
В романе заметно множество отсылок к немецкой литературе XVIII—XIX веков (к «Гёцу фон Берлихингену» Гёте, «Валленштейну» Шиллера, произведениям Гофмана), к пьесам Шекспира, к французскому сентиментализму. Литературовед К. Чекалов пишет о «чрезвычайно плотном интертекстуальном пласте», из-за которого «Замок Эпштейнов» следует считать «одним из самых примечательных» произведений Дюма.
Эжен де Мерикур в 1840 году заявил, что «Замок Эпштейнов» — результат плагиата. Специалисты видят сюжетное сходство с этим романом в повести Дюма «Безухий Жако», написанной в 1860 году, и обращают внимание на то, что Жако — настоящая фамилия Мерикура. Что именно хотел сказать Дюма в этом случае, остаётся неясным.